# Beta-actin
Beta-actin‏ (Actin beta) هوَ بروتين يُشَفر بواسطة جين Beta-actin في الإنسان.